# Ліівіа Лаасімер
Ліівіа-Марія Рихардівна Лаасімер (ест. Liivia-Maria Laasimer; 21 червня 1918, Тарту — 26 лютого 1988) — естонська ботанік, фахівець з систематики рослин, доктор біологічних наук (1965).

## Біографія і роботи
Ліівіа-Марія Лаасімер народилася 21 червня 1918 року в естонському місті Тарту.
Ліівіа Лаасімер була автором робіт із рослинності на території Естонської РСР, яка вперше узагальнила результати картування рослинного покриву, надавши детальний огляд естонських рослинних угруповань та їх розподілу. У 1965 році вона отримала вчений ступінь вищого в СРСР ступеня — стала доктором біологічних наук.
Ліівіа Лаасімер — поряд з естонським ботаніком і головою Естонської спілки натуралістів Теодором Ліппмаа, радянським і естонським болотознавцем, геоботаніком та екологом Віктором Мазінгом, геоботаніком X. X. Трасом і фахівцем по фітоценозу Т. Е.-А. Фрей — була представником однієї з «впливових» біологічних шкіл (наукових напрямків) у Радянському Союзі: естонської структурно-аналітичної школи. Її робота була тісно пов'язана з Інститутом зоології та ботаніки, розташованому в естонському місті Тарту: у його стінах вона підготувала і опублікувала свої численні роботи. Ліівіа Лаасімер також була пов'язана з ботанічним інститутом в Литві і біологічним інститутом в Латвії.
8 липня 1975 року Ліівіа Лаасімер, разом з геоботаніком Ерингіс Казіс Іоно та чехословацьким геоботаніком, фахівець з урбанізованих ландшафтів М. Ружичкой, вели (англійською мовою) засідання з охорони навколишнього середовища в рамках XII міжнародного ботанічного конгресу, що проходив у Ленінграді.

## Родина
Чоловік: Юрій (Георг Вальтер) Лаасімер (1910—1986), лісівник.